# Зегжда, Дмитрий Петрович
Дмитрий Петрович Зегжда (род. 22 июля 1969 года) — российский учёный, специалист в области информационной безопасности, член-корреспондент РАН (2022).
Сын советского и российского учёного П. Д. Зегжды (1940—2022).

## Биография
Родился 22 июля 1969 года.
Заведующий кафедрой «Информационная безопасность компьютерных систем» Санкт-Петербургского политехнического университета Петра Великого.
В 2002 году — защитил докторскую диссертацию, тема: «Принципы и методы создания защищенных систем обработки информации».
В 2016 году — избран профессором РАН.
В 2022 году — избран членом-корреспондентом РАН от Отделения нанотехнологий и информационных технологий.

## Научная деятельность
Специалист в области кибербезопасности информационных, вычислительных и телекоммуникационных систем.
Автор более 230 научных работ, из них 7 монографий и 35 авторских свидетельств и патентов, при его участии и под научным руководством выполнено более 64 научно-исследовательских и 15 опытно-конструкторских работ.
Автор практико-аналитического (феноменологического) подхода к оценке киберустойчивости автоматизированных систем управления, подвергающихся целенаправленным дестабилизирующим воздействиям, путем анализа недостатков (уязвимостей) средств управления и методологии устранения причин появления таких недостатков, что позволяет перейти к опережающей стратегии обеспечения кибербезопасности.
Наиболее значимые научные и практические результаты:
- разработан теоретический аппарат для моделирования киберустойчивости управления крупномасштабными распределенными системами, находящимися под угрозой целенаправленных дестабилизирующих воздействий, на основе адаптивных графов, позволяющий оценивать отказоустойчивость и имитостойкость систем управления;
- разработаны теоретические основы обнаружения недостатков в системах управления с использованием биокогнитивных технологий, позволяющие многократно сократить период испытаний и повысить устойчивость управления систем критического назначения.
- разработана методология построения устойчивых систем управления на основе гибридной технологии, позволяющая полностью контролировать поведение импортной элементной базы с помощью отечественных средств.

Под его руководством защищены 9 кандидатских и одна докторская диссертации.

## Бизнес
В 2007 году вместе с отцом Зегжда создал компанию «Необит», которая стала заниматься криптографией и разработкой ПО в сфере информационной безопасности. Сотрудниками компании были студенты и преподаватели Политеха, а её основными клиентами — государственные структуры, в первую очередь ФСБ, Министерство обороны РФ, ФСО, администрация Петербурга. В 2021-м «Необит» попал под санкции США.

## Награды
- Медаль ордена «За заслуги перед Отечеством» 2 степени (за 2021 год)[6]
- Премия Правительства Российской Федерации в области науки и техники (в составе группы, за 2018 год) — за разработку и внедрение комплекса средств и технологий обеспечения кибербезопасности автоматизированных банковских систем нового поколения[7]